# The Top Notes

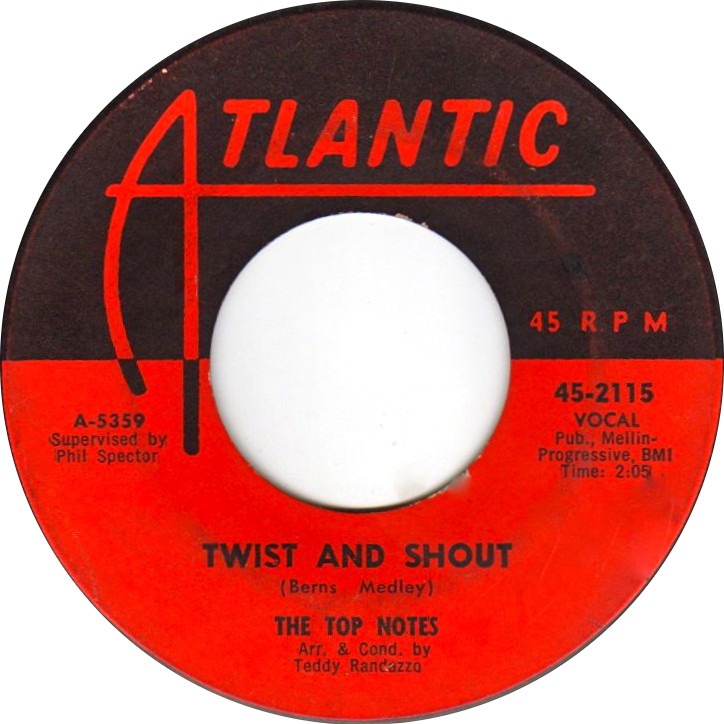
"Twist and Shout" som singelskiva av The Top Notes.

The Top Notes var en amerikansk rhythm and bluesgrupp, främst bestående av Derek Martin och Howard Guyton. Gruppen, som var aktiv mellan 1960 och 1963, är mest känd för att ha spelat in den första versionen av sången "Twist and Shout", skriven av Bert Russell och Phil Medley.